# Odynerus tripunctatus
Odynerus tripunctatus är en stekelart som beskrevs av Fabricius. Odynerus tripunctatus ingår i släktet lergetingar, och familjen Eumenidae. Utöver nominatformen finns också underarten O. t. convergens.